# Seznam komisij Državnega zbora Republike Slovenije
Seznam komisij Državnega zbora Republike Slovenije.

## Stalne komisije
- Mandatno-imunitetna komisija
- Komisija za poslovnik
- Komisija za narodni skupnosti
- Komisija za nadzor nad delom varnostnih in obveščevalnih služb
- Komisija za nadzor proračuna in drugih javnih financ (od 3. državnega zbora Republike Slovenije)

## 1. državni zbor Republike Slovenije
- Komisija za volitve, imenovanja in administrativne zadeve
- Komisija po Zakonu o nezdružljivosti opravljanja javne funkcije s pridobitno dejavnostjo
- Komisija za peticije
- Komisija za lokalno samoupravo
- Komisija za žensko politiko
- Komisija za spremljanje in nadzor lastninskega preoblikovanja družbene lastnine
- Komisija za vprašanja invalidov
- Komisija za evropske zadeve

## 2. državni zbor Republike Slovenije
- Komisija za volitve, imenovanja in administrativne zadeve
- Komisija po Zakonu o nezdružljivosti opravljanja javne funkcije s pridobitno dejavnostjo
- Komisija za peticije
- Komisija za lokalno samoupravo
- Komisija za nadzor lastninskega preoblikovanja in privatizacije
- Komisija za vprašanja invalidov
- Komisija za evropske zadeve
- Komisija za politiko enakih možnosti
- Komisija za odnose s Slovenci v zamejstvu in po svetu
- Ustavna komisija

## 3. državni zbor Republike Slovenije
- Mandatno-imunitetna komisija
- Komisija za volitve, imenovanja in administrativne zadeve
- Komisija po Zakonu o nezdružljivosti opravljanja javne funkcije s pridobitno dejavnostjo
- Komisija za poslovnik
- Komisija za narodni skupnosti
- Komisija za nadzor nad delom varnostnih in obveščevalnih služb
- Komisija za nadzor proračuna in drugih javnih financ
- Komisija za peticije
- Komisija za odnose s Slovenci v zamejstvu in po svetu
- Komisija za evropske zadeve

## 4. državni zbor Republike Slovenije
- Mandatno-volilna komisija
- Ustavna komisija
- Komisija po zakonu o nezdružljivosti opravljanja javne funkcije s pridobitno dejavnostjo
- Komisija za poslovnik
- Komisija za narodni skupnosti
- Komisija za peticije ter za človekove pravice in enake možnosti
- Komisija za nadzor proračuna in drugih javnih financ
- Komisija za odnose s Slovenci v zamejstvu in po svetu
- Komisija za nadzor nad delom varnostnih in obveščevalnih služb